# بول يوجين هولدن
بول يوجين هولدن (بالإنجليزية: Paul Eugene Holden)‏ هو مهندس أمريكي، ولد في 17 سبتمبر 1893، وتوفي في 9 أبريل 1976.